# The Story: The Very Best of Spandau Ballet
The Story: The Very Best of Spandau Ballet è il titolo di un album raccolta del gruppo Spandau Ballet, uscito il 13 ottobre 2014.

## Il disco
Il disco è una raccolta di successi del gruppo inglese, ed a differenza delle altre compilation contiene 3 inediti: This Is the Love, Steal e Soul Boy.
L'album, disponibile in formato da uno e due dischi, accompagna il documentario Soul Boys of the Western World incentrato sulla carriera della band inglese.

## Tracce
Disco 1
1. To Cut a Long Story Short - 3:22
2. The Freeze - 3:33
3. Musclebound - 3:58
4. Chant NO. 1 - 4:09
5. Instinction - 3:36
6. Lifeline - 3:35
7. Communication - 3:41
8. True - 5:40
9. Gold - 3:54
10. Only When You Leave - 5:11
11. I'll Fly for You - 5:37
12. Highly Strung - 4:12
13. Round and Round - 4:34
14. Fight for Ourselves - 4:23
15. Through the Barricades - 5:23
16. Once More - 4:09
17. This Is the Love - 3:45 - inedito
18. Steal - 4:28 - inedito
19. Soul Boy - 3:48 - inedito

Disco 2
1. Confused - 4:39
2. Toys - 5:48
3. Mandolin - 4:07
4. Age of Blows - 4:11
5. Glow - 3:49
6. Chant No. 1 (Remix) - 8:03
7. Pharaoh - 6:40
8. Paint Me Down - 3:45
9. She Loved Like Diamond - 2:53
10. Code of Love - 5:12
11. Pleasure - 3:34
12. I'll Fly for You (Glide Mix) - 7:18
13. How Many Lies? - 4:36
14. Man in Chains - 5:41
15. Be Free with Your Love - 4:41
16. Raw - 3:49

## Formazione
- Tony Hadley - voce
- Gary Kemp - chitarra
- Steve Norman - sassofono, percussioni
- Martin Kemp - basso
- John Keeble - batteria